# .ac
.ac – krajowa domena internetowa najwyższego poziomu przypisana dla stron internetowych z Wyspy Wniebowstąpienia, aktywna od 1997 roku i administrowana przez NIC.AC. Nazwa pochodzi od angielskiej nazwy wyspy Ascension Island.

## Historia
Domena dla Wyspy Wniebowstąpienia, administracyjnie będącej częścią brytyjskiego terytorium zamorskiego Wyspa Świętej Heleny, Wyspa Wniebowstąpienia i Tristan da Cunha, powstała w 1997 roku.

## Użycie
W styczniu 2010 w domenie .ac zarejestrowane były 244 strony. Liczba ta w poprzedzających tygodniach była stabilna. Liczba nowych stron oraz stron zamkniętych nie przekracza 10 tygodniowo.